# Karimu Young
Karimu Young est un boxeur nigérian né le 21 mars 1942 à Ilorin.

## Carrière
Karimu Young remporte la médaille d'or dans la catégorie des poids mouches aux championnats d'Afrique de boxe amateur 1962 au Caire et dans la catégorie des poids coqs aux championnats d'Afrique de boxe amateur 1964 à Accra.
Il est également médaillé d'or de la catégorie des poids coqs aux Jeux de l'Amitié de 1963 à Dakar.
Il dispute les Jeux olympiques d'été de 1960 et de 1964.